# يوجين ك. غارفيلد
يوجين ك. غارفيلد (بالإنجليزية: Eugene K. Garfield)‏ هو محامي أمريكي، ولد في 18 يناير 1936 في نيوآرك في الولايات المتحدة، وتوفي في 26 ديسمبر 2010 في هوليوود في الولايات المتحدة بسبب سرطان المريء.